# Tramway de Lorient
Le réseau de tramway de Lorient est un ancien réseau de tramway urbain desservant la ville de Lorient, dans le Morbihan, et suburbain, grâce à deux branches s'étendant vers Guidel à l'ouest et Hennebont à l'est. Il a fonctionné de 1901 à 1937.

## Chronologie[1]
- 22 juin 1897 : Constitution de la Compagnie des tramways de Lorient, son siège est à Paris, 15 rue d'Auteuil  par Mr Louis-Marie Josserand de Raguet de Brancion de Liman, ingénieur des Ponts et chaussées[2]
- 1er janvier 1901 : Mise en service commercial des trois lignes du réseau urbain
- 14 juin 1901 : Déclaration d'utilité publique de la ligne de Lorient (pont de Kérentrech) à Hennebont[3].
- 1er mai 1902 : Mise en service de la ligne suburbaine vers Hennebont[4]
- 14 avril 1911 : Déclaration d'utilité publique de la ligne de Lorient (place Jules Ferry) à Guidel[5].
- 8 septembre 1912 : Mise en service de la ligne suburbaine vers Guidel
- 26 novembre 1932 : Remplacement des tramways sur la ligne suburbaine d'Hennebont par des autobus.
- 30 avril 1934 : Remplacement des tramways sur la ligne de l'Hôpital par des autobus
- 2 mai 1934 : Remplacement des tramways sur la ligne suburbaine de Guidel par des autobus
- 1er octobre 1937 : Remplacement des tramways sur la ligne de Ploemeur par des autobus.
- 31 décembre 1937 : Dernier jour de service de la ligne Keryado-La Perrière, unique ligne subsistante, remplacée dès le lendemain par des autobus.
- En 1939, fin du service programmée. En raison de la guerre, l'exploitation continue[6].
- 4 avril 1940 : Déclassement administratif du réseau, remplacé par six lignes d'autobus.
- En 1944, le réseau est complètement détruit, tout comme la quasi-totalité du centre-ville de Lorient, dans un bombardement[6]. La ligne de Ploemeur s'arrète (ligne remise en service sous l'occupation).
- Décembre 2008 : lancement d'études sur un projet d'une ligne de tramways modernes par la communauté d'agglomération Lorient Agglomération[7].

## Historique
La Compagnie des tramways de Lorient est créée le 22 juin 1897, son siège est à Paris 28 rue du Rocher. Le 8 avril 1901, un réseau de trois lignes est déclaré d'utilité publique.
Elle ouvre un réseau à voie métrique, de 32 km de long, comprenant les lignes suivantes :
- Keryado - La Perrière
- place Bisson - Ploemeur,
- Place Bisson - Hennebont, via Rue du Morbihan, Cours de Chazelles, Rue du Pont,
- Pont tournant - Pont de Kérentrech, avec embranchement du cours de Chazelles à la gare du chemin de fer d'Orléans[3].
- Keryado - Guidel (prolongement).

La place Bisson était le lieu de séparation des lignes  de Ploemeur et d'Hennebont.

## Infrastructure

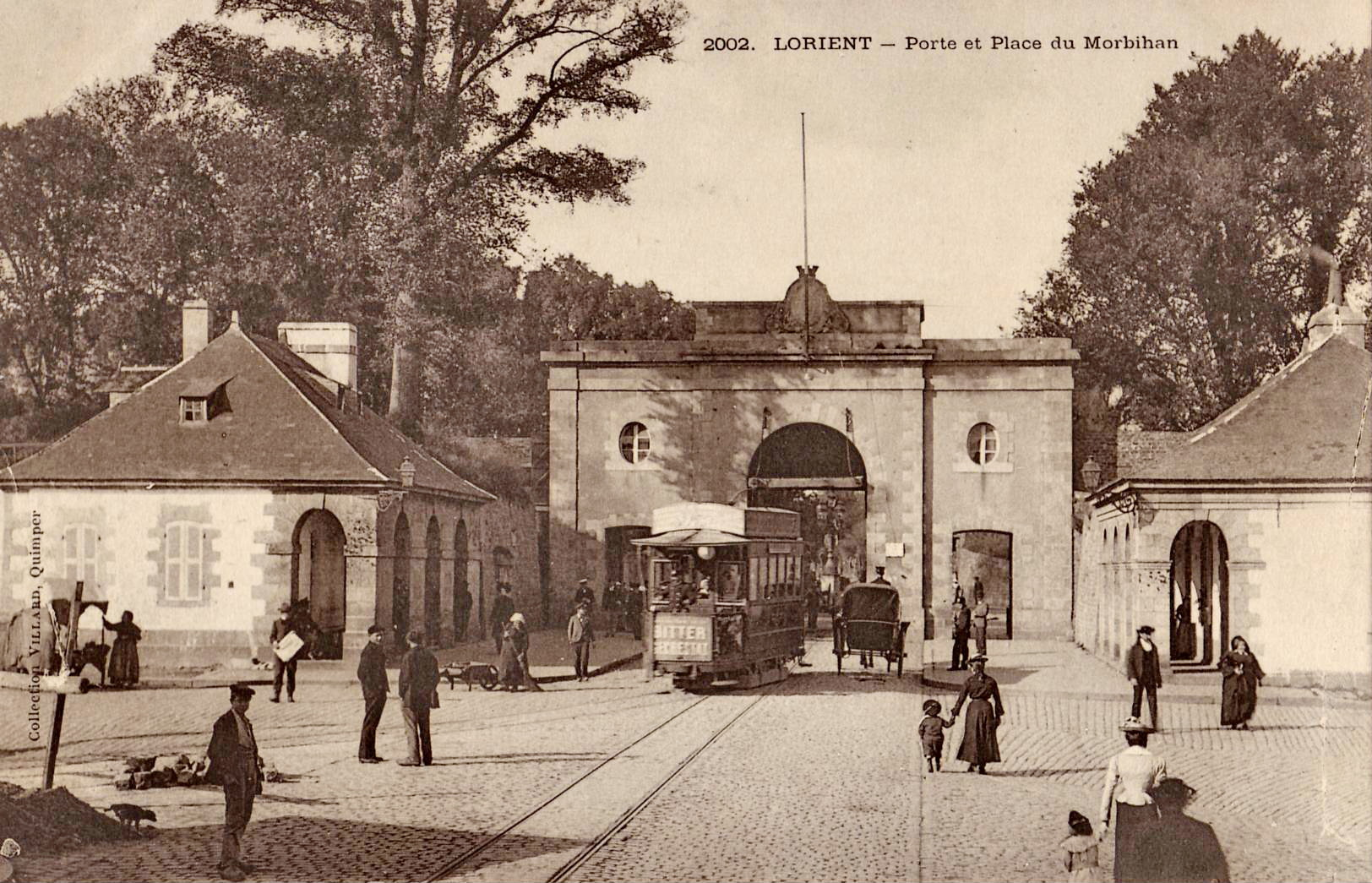
Tramway devant la Porte du Morbihan...

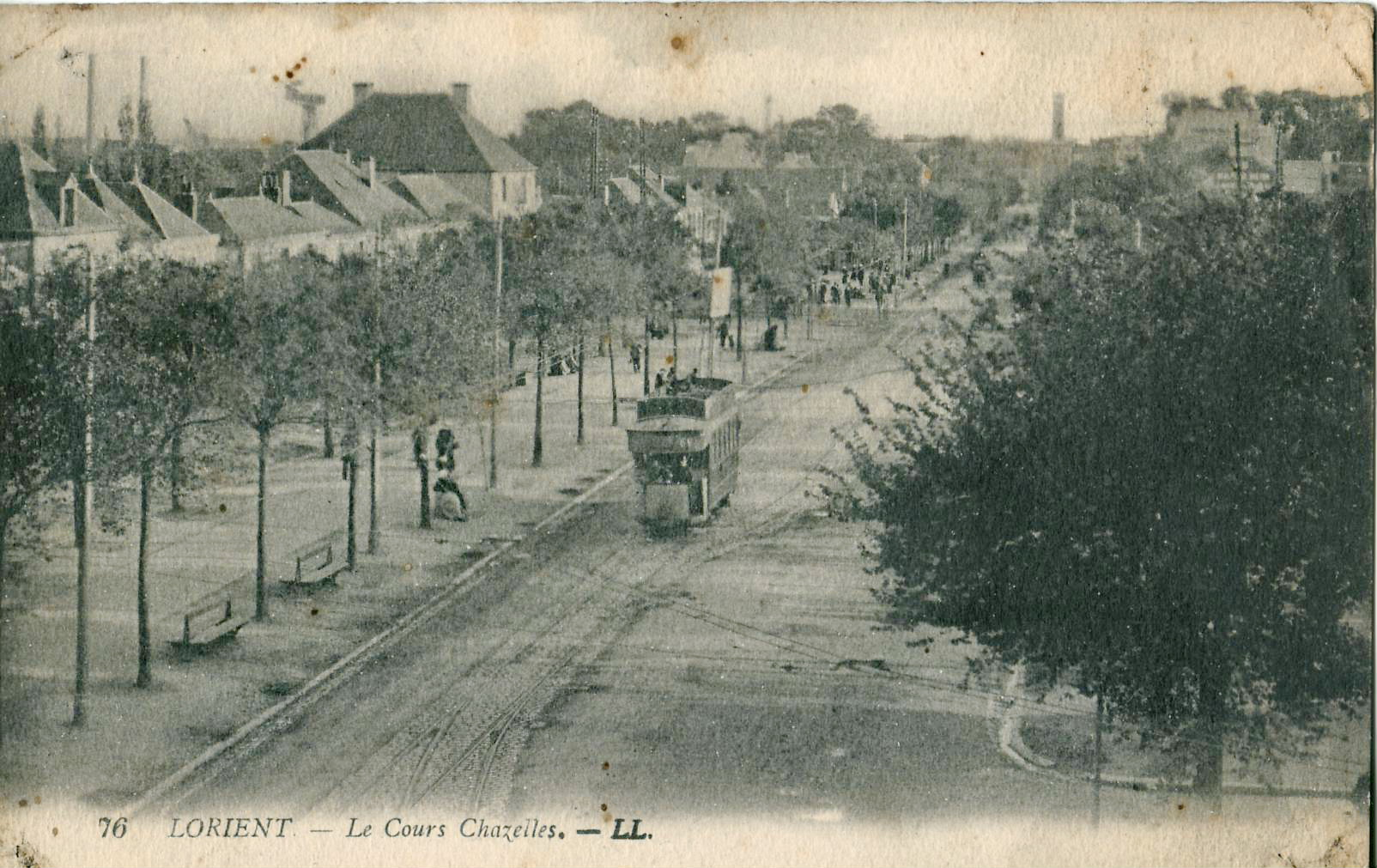
... Cours Chazelles...

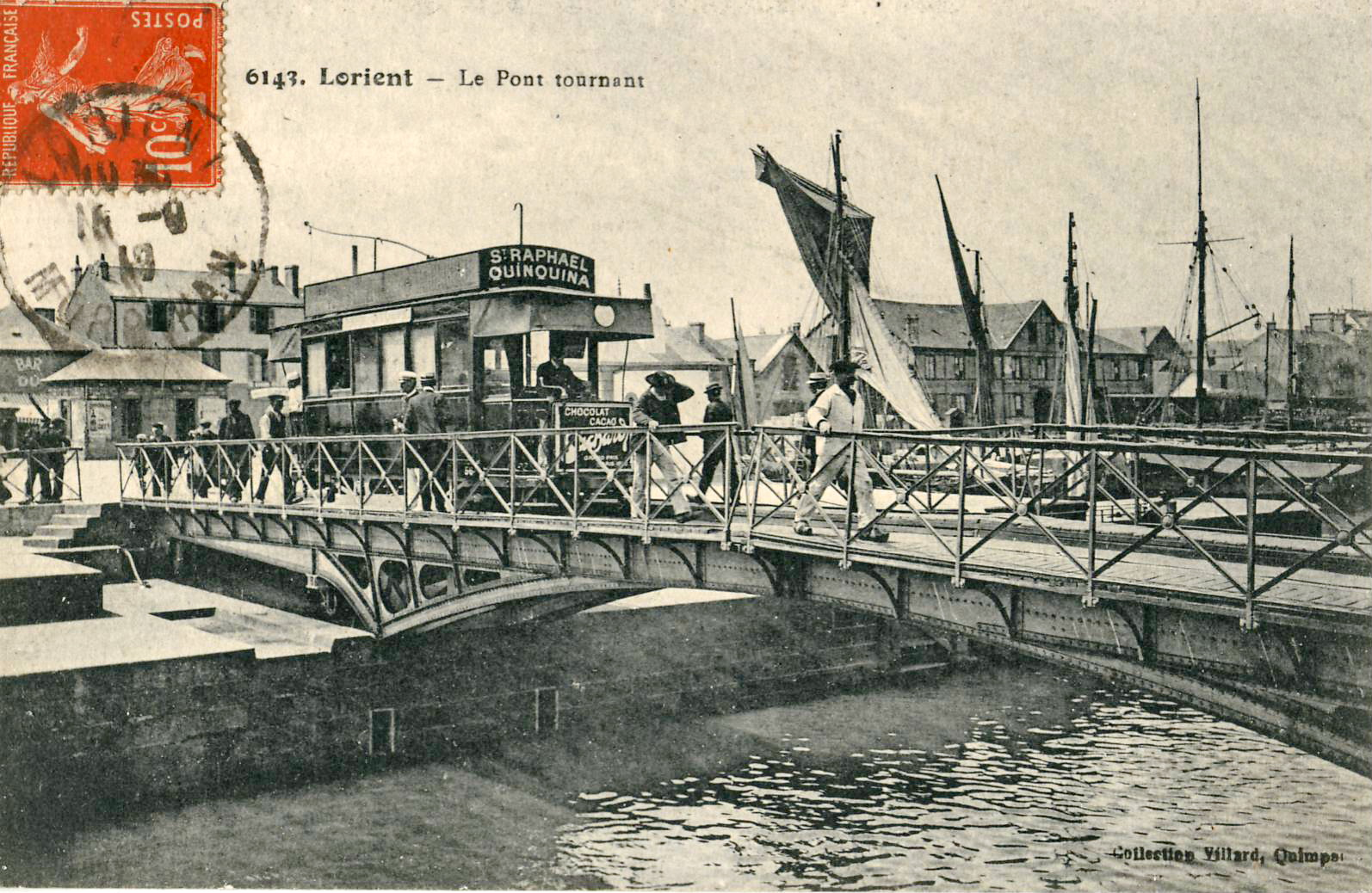
... et sur le Pont tournant

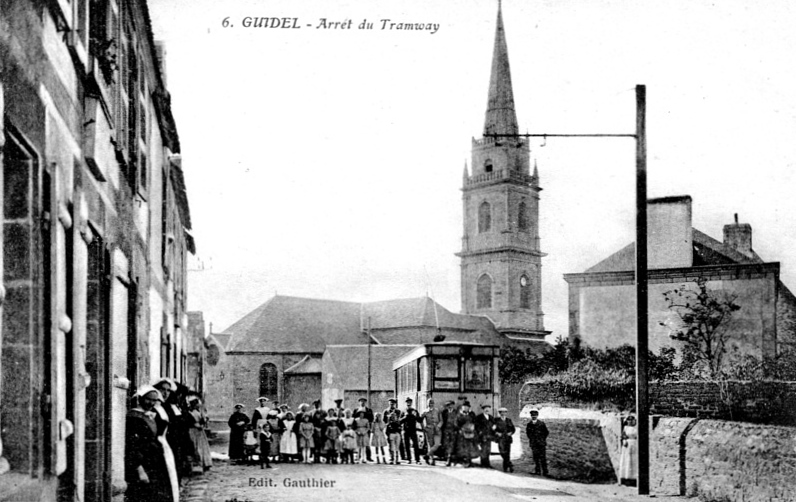
Motrice de la série 39 à 41 à Guidel

### Tracé
Tel que décrit dans le cahier des charges annexé au décret du 3 avril 1901 déclarant d'utilité publique l'établissement d'un réseau de tramways dans la ville et sa banlieue, le tracé des lignes était le suivant :
- Ligne A, de Kériado à La Perrière, partant, sur la route nationale no 165, de l'embranchement du chemin vicinal de Plœmeur à Kériado, passant par la rue de Brest (désormais Rue Paul Guieysse) , le cours Chazelles, la place du Morbihan, la rue Victor-Massé, la place Alsace-Lorraine, la rue des Fontaines, la place Bisson, la rue Pont-Carré, la rue Poissonnière, le cours des Quais, le Pont-Tournant, le rue Carnot, la rue de Carnel et la route de la Perrière, et aboutissant à l'intersection de la route de la Perrière et du chemin des Bains-Bois.
- Embranchement A1, de la rue Poissonnière à l'Arsenal, suivant la rue du Port depuis son intersection avec la rue Poissonnière jusqu'à la grande porte de l'arsenal.
- Ligne B, de la place Bisson à Plœmeur, partant de la place Bisson à Lorient, empruntant la place Saint-Louis, la rue du Morbihan, la rue Saint-Pierre, la place Alsace-Lorraine, la rue de la Patrie, la passerelle du bassin à flot, le quai Rohan, la place de Kerlin, la rue du Faouédic, l'avenue et la rue de Merville et la route de Plœmeur jusqu'à la place de l'église de Plœmeur.
- Embranchement B1, de la rue du Morbihan à la petite porte de l'arsenal, empruntant la rue des Colonies et la rue du Lycée.
- Embranchement B2 fait l'objet du décret du 15 mai 1909 déclarant d'utilité publique l'établissement d'une ligne de tramway à traction mécanique destinée au transport des voyageurs entre la place de Kerlin et l'hôpital Bodélio et constituant l'embranchement B2 du réseau des tramways de Lorient.
- Ligne C, du Pont-Tournant au pont de Kerentrech, se confondant avec la ligne A entre le Pont-Tournant et la place Bisson et avec la ligne B entre la place Bisson et la rue Saint-Pierre, empruntant, à partir de la rue Saint-Pierre, la rue du Morbihan jusqu'à la place du Morbihan, se confondant de nouveau avec la ligne A depuis la place du Morbihan jusqu'à la gare de Brest, enfin suivant la rue du pont, depuis la rue de Brest jusqu'au pont suspendu de Kérentrech.
- Embranchement C1, du cours Chazelles à la gare, empruntant la rue Beauvais.

### Ouvrages d'art

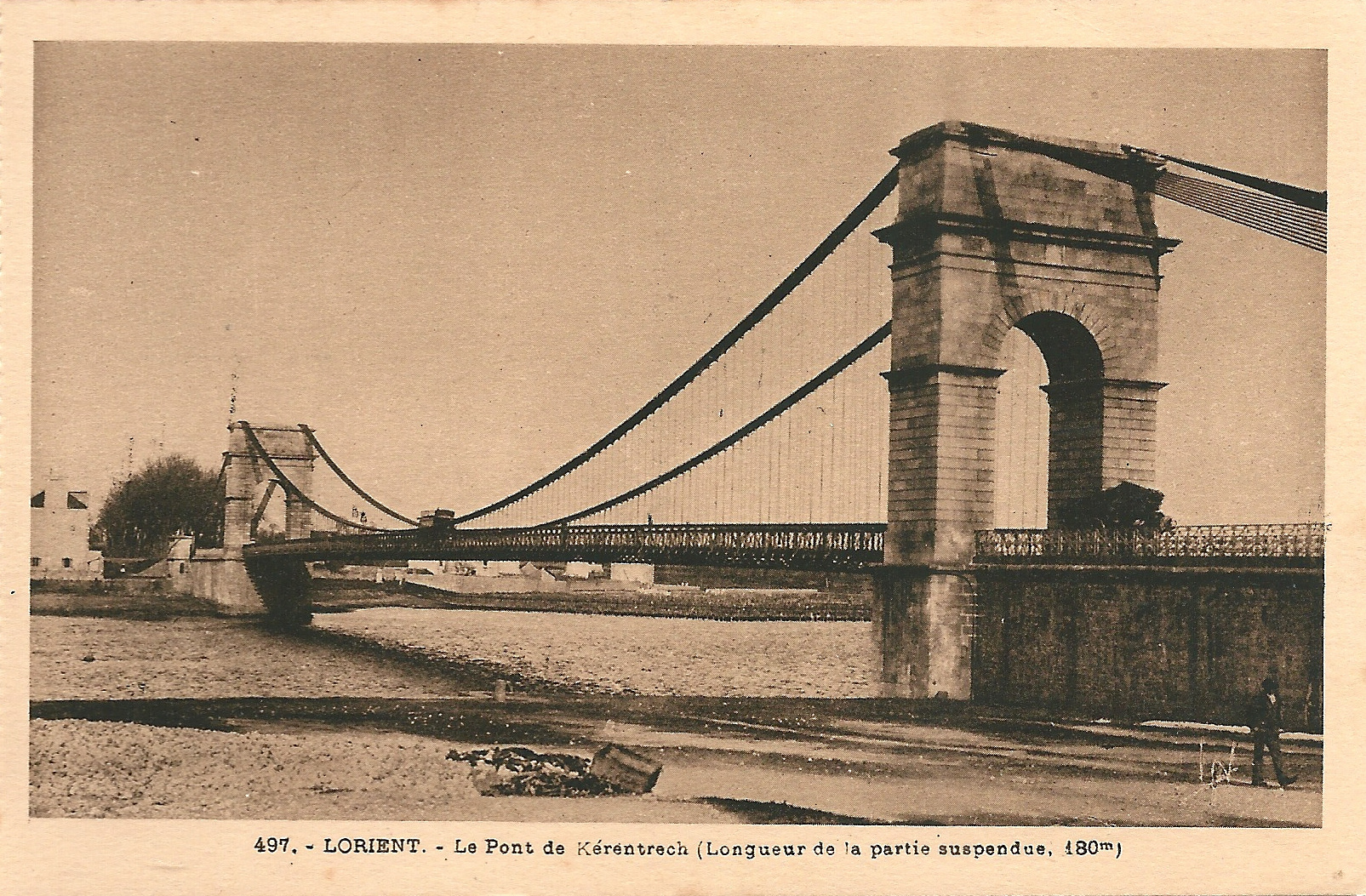
Le tramway sur le pont Saint-Christophe.

La ligne d'Hennebont emprunte le pont Saint-Christophe, long de 292 mètres, pour franchir le Scorff. C'était un pont suspendu, inauguré en 1848 et remplacé, en 1960, par un pont moderne. Afin d'accueillir le tramway, le système de suspension du pont est renforcé en 1900.
La ligne de La Perrière franchissait le bassin à flot sur un pont tournant.

### Alimentation électrique
Le système d'alimentation électrique initial était du type Diatto. Il consistait en une prise de courant par un ensemble de plots situés entre les rails sur la chaussée. Le système est abandonné en 1911.
Les lignes de Hennebont et Guidel avaient été équipées de ce système. La ligne de Ploemeur a toujours bénéficié d'une alimentation  par ligne aérienne classique.

## Exploitation

### Matériel roulant
- 27 motrices, No 51 à 74, livrées en 1901 par Thomson (équipement électrique) - Saint Denis (caisse)[11]
- 20 remorques, No 151 à 170, livrées en 1901,

Matériel complémentaire livré pour la ligne de Guidel:
- 3 motrices, No 39 à 41, livrées en 1912 par la société Horme et Buire[12],[13]
- 2 remorques livrées en 1912.

## Vestiges
Il subsiste sur certaines maisons des ancrages de ligne aérienne.